# Haru wo daiteita
Haru wo daite ita (春を抱いていた) és un manga yaoi creat per l'autora Youka Nitta, que consta de 14 volums recopilats al Japó.

## Sinopsi[calcitació]
La història comença amb el càsting per una pel·lícula d'un llibre de temàtica homosexual (fresh flute), aquí s'hi presentaran dos actors porno que a part de compartir un odi mutu també volen sortir del cercle de pel·lis X i consagrar-se com a actors. Precisament aquesta és la seva oportunitat. A partir d'aquí començaran a escalar en el món de la interpretació, a més a més de millorar la seva relació que acaba consolidant-se com a parella. Per descomptat, es veuran immersos en les dificultats de la vida mateixa, tant personals com professionals que sovint es veuran barrejades per culpa de la seva situació d'actors en els mitjans de comunicació. Artísticament, el començament encara té l'estil principiant de la Nitta, amb cares massa allargades, però ràpidament van agafant forma i ens mostra en tota la seva esplendor el seu gran estil. No he vist cap autora ser capaç d'arriscar-se i brodar uns angles i punts de vista tan bons. El seu domini anatòmic boníssim les expressions de la cara també estan plenament treballades i mostren una gran diversitat. Tot s'ha de dir, al principi sobretot, les cares s'assemblen molt a part del pentinat, però amb l'evolució va millorant aquest aspecte i cada personatge es va definint amb característiques pròpies. On també es veu reflectit aquest fet, és en el guió i el treball dels caràcters, acaben sent molt personalitzats i complets.

## Personatges
Kyosuke Iwata: El més gran dels dos (està a la trentena), va marxar de casa seva per poder complir el seu somni de ser actor i trencant els llaços amb la família quan va entrar a la indústria pornogràfica. Paral·lelament, va començar a actuar a sèries de televisió. Al principi és mostra terriblement fred i seriós amb Kato, però de mica en mica anirà cedint. Al final acabarà enamorant-se també d'aquesta part immadura de Kato que el fa treure de polleguera. Ve d'una família tradicional, té un germà gran del qual té una neboda nounada.
Kato Youji: Encara a la vintena, Kato sempre ha estat molt segur d'ell mateix i els seus pares no li han posat barreres. Va acabar fent la seva primera pel·lícula pornogràfica per fer-li un favor a un amic. Allí coneixerà Iwaki a qui considerarà un enemic. Més tard en la producció de la sèrie Fresh flute començarà a sentir alguna cosa més per ell i serà qui farà el primer pas. És terriblement gelós al·legant sempre que Iwaki desprèn massa feromones i no li agrada que els altres homes se'l mirin. Té una germana menor que durant la sèrie es casa i té un fill.

## Fuyu no semi[calcitació]
Fuyu no semi és una sèrie derivada de Haru wo daiteita de tres Original Video Animation en la que els dos actors protagonitzen la pel·lícula Fuyu no semi. Ens situem a finals del Shogunat Tokugawa amb les desavinences entre el Clan Chōshu i el Bakufu per la manera d'encarar l'actitud envers els estrangers. I comencem amb Kousaka Toma de Choshu que contrari al que pensa el grup vol que japó s'obri, i per això vol aprendre anglès, però veient el seu origen li neguen. Aquí es trobarà amb Akizuki Keichiro, soldat del bakufu que està estudiant l'idioma i que s'oferirà a ensenyar-li. A partir d'aquest moment la seva relació s'anirà fent més propera, i finalment es veuran immensos en la roda de la història que no tindrà pietat amb els seus sentiments. D'aquesta part de la història es va voler fer una pel·lícula sota el mateix nom Fuyu no semi.